# Vîlciîkî, Novhorod-Siverskîi
Vîlciîkî (în ucraineană Вильчики) este un sat în comuna Bucikî din raionul Novhorod-Siverskîi, regiunea Cernihiv, Ucraina.

## Demografie
Componența lingvistică a localității Vîlciîkî
     Rusă (100%)
Conform recensământului din 2001, toată populația localității Vîlciîkî era vorbitoare de rusă (100%).